# Antonio Irineo Villarreal
Antonio Irineo Villarreal González (Lampazos de Naranjo, 16 luglio 1877 – Città del Messico, 16 dicembre 1944) è stato un politico e generale messicano. Inizialmente anarchico, aderì poi alla fazione costituzionalista.

## Biografia
Nel 1903, Antonio si ribellò al dittatore Porfirio Díaz, pubblicando diversi articoli di denuncia. Venne imprigionato di conseguenza e, una volta libero, si recò negli Stati Uniti d'America, dove si unì alla formazione anarchica del Partito Liberale Messicano (PLM) di Ricardo Flores Magón. Alla vigilia della rivoluzione messicana, si unì al Partito Costituzionale Progressista di Francisco Madero e dopo la vittoria di Madero fu nominato console a Barcellona.
Dopo il golpe di Victoriano Huerta e la morte di Madero, tornò in Messico per unirsi all'esercito costituzionalista di Pablo González Garza e Venustiano Carranza. Prese parte alla Convenzione di Aguascalientes e venne nominato governatore di Nuevo León, dove passò diverse riforme progressiste. Un anno dopo fu spodestato dalle forze di Carranza e costretto a lasciare la regione.
Dopo la morte di Carranza nel 1920, tornò in patria e divenne Ministro dell'Agricoltura sotto Álvaro Obregón. Dopo essere stato esiliato altre due volte per le sue posizioni politiche, si ritirò dalla politica nel 1934, dopo la sconfitta di lui alle elezioni presidenziali e del suo partito, la Confederazione Rivoluzionaria dei Partiti Indipendenti.
Morì nel 1944.
Le sue due sorelle, Teresa Villarreal e Andrea Villarreal, furono entrambe agitatrici durante la rivoluzione dall'esilio negli USA.